# Hoya landgrantensis
Hoya landgrantensis är en oleanderväxtart som beskrevs av Kloppenb., Siar och Cajano. Hoya landgrantensis ingår i släktet Hoya och familjen oleanderväxter. Inga underarter finns listade i Catalogue of Life.